# Hemerodromiinae
Hemerodromiinae (лат.) — подсемейство двукрылых семейства толкунчиков.

## Описание
Представители подсемейства отличаются утолщенными передними бёдрами, снизу на которых имеется два ряда щетинок и зубцов. Тазики передних ног удлинены. У самцов гениталии перевернуты.

## Экология
Имаго встречаются в увлажнённых и затененных местообитаниях. Некоторые виды активны в ночное время. Личинки развиваются в воде и влажной почве.

## Классификация
В мировой фауне описано 453 вида из 17-18 родов. По строению усиков и гениталий самца подсемейство разделяют на две трибы.
- триба Chelipodini
  - Achelipoda Yang, Zhang & Zhang, 2007
  - Afrodromia Smith, 1969
  - Anaclastoctedon Plant, 2010
  - Chelipoda Macquart, 1823
  - Chelipodozus Collin, 1933
  - Drymodromia Becker, 1914
  - Monodromia Collin, 1928
  - Phyllodromia  Zetterstedt, 1837
  - Ptilophyllodromia Bezzi, 1904
- триба Hemerodromiini
  - Antipodromia Plant, 2011
  - Chelifera Macquart, 1823
  - Cladodromia Bezzi, 1905
  - Colabris Melander, 1927
  - Doliodromia Collin, 1928
  - Hemerodromia Meigen, 1822
  - Metachela Coquillet, 1903
  - Neoplasta Coquillett, 1895

## Палеонтология
Ископаемые представители известны из балтийского и ровенского янтаря, хотя первые представители появились возможно уже в юре или раннем мелу.

## Распространение
Распространение всесветное, отсутствуют только в Антарктиде.